# Rui Emiliano Teixeira Lopes
Rui Emiliano Teixeira Lopes ist ein osttimoresischer Politiker und ehemaliger Verwaltungsbeamter in indonesischen Diensten. Heute ist er Fuhrunternehmer und Großgrundbesitzer in Suai.

## Werdegang
1975 war er Mitglied der União Democrática Timorense (UDT), die im Bürgerkrieg im August gegen die FRETILIN unterlag. Zusammen mit 650 anderen Anhängern der UDT floh Lopes daher von Lela aus in das benachbarte Indonesien, das kurz darauf Osttimor besetzte. Lopes beteiligte sich auf indonesischer Seite an der Invasion als Teil einer osttimoresischen Miliz. Am 7. Dezember war er an Bord eines der indonesischen Schiffe, von wo aus der Angriff auf die osttimoresische Hauptstadt Dili erfolgte. Ebenso beim Angriff auf die zweitgrößte Stadt Baucau.
Im Dienste der Besatzer war Lopes von etwa 1981 bis 1994 Regierungspräsident (Bupati) des Distrikts Cova Lima. In dieser Zeit gelangte Lopes zu Reichtum. Allgemein galt Lopes als Befürworter einer Zugehörigkeit Osttimors zu Indonesien. Er war Chef der pro-indonesischen Miliz Dadarus Merah Putih in Cova Lima. Beim Unabhängigkeitsreferendum 1999 zeigte er aber für jeden sichtbar, dass er auf seinem Stimmzettel sich für die Unabhängigkeit aussprach. Später gab er an, er habe im Widerstand heimlich unter dem Decknamen Qimarais mitgearbeitet. So habe er Autos und Motorräder Taur Matan Ruak, einem der führenden Widerstandskämpfer zur Verfügung gestellt und den obersten Kommandanten Xanana Gusmão bei der Flucht in den Dschungel geholfen. Der rechtzeitige öffentliche Wechsel der Seiten, ermöglichte Lopes im unabhängigen Osttimor zu bleiben. Trotzdem war er weiter oft Gast in Westtimor und soll Verbindungen zu dortigen Milizen haben. In den ersten Jahren der Unabhängigkeit unterstützte Lopes die Partido Democrático, vor allem mit Transportmitteln. So während der Proteste gegen die Regierung von Marí Alkatiri im Dezember 2001. Lopes führte auch die Menge an, die den damaligen Präsidentensitz, den Palácio das Cinzas stürmten. Parteichef Fernando de Araújo bestritt aber Gelder von Lopes erhalten zu haben. 2006 unterstützte Lopes den Rebellen Alfredo Reinado, der aber 2008 umkam. Nur aufgrund der Fürsprache von Xanana Gusmão, nun Staatspräsident, kam Lopes nicht ins Gefängnis. Lopes wurde in Folge ein Unterstützer von Gusmãos Partei, dem Congresso Nacional da Reconstrução Timorense (CNRT).